# لی جو
لی جو (انگلیسی: Li Ju؛ زادهٔ ۲۲ ژانویه ۱۹۷۶) یک بازیکن تنیس روی میز اهل جمهوری خلق چین است. 
وی در مسابقات کشوری و بین‌المللی در مجموع برنده ۱ مدال طلا، ۱ مدال نقره شده‌است.